# 調節
調節(ちょうせつ)とは、ほど良く整えることである。

## 概説
ある項目に関してその強さを加減できる場合に、それを一定の程度に維持することを指す。そのためには強すぎる場合にはその効果を押さえ、弱すぎる場合には強めるという操作が必要になる。これはいわゆる負のフィードバックによってもたらされる。